# Sacubitril

Formule du sacubitril

Le sacubitril est un inhibiteur de la néprilysine développé par Novartis sous le nom AHU377 dans le cadre de l'insuffisance cardiaque.
Il est commercialisé en association avec le valsartan, sous le nom d'Entresto (Sacubitril/valsartan).